# Justo L. González
Justo L. González (Havana, 9 de agosto de 1937 (87 anos) é um historiador, teólogo e autor metodista cubano-americano. Tem sido um contribuinte influente no desenvolvimento da teologia latino-americana. É considerado um dos principais nomes relacionados à Teologia da Missão Integral.

## Biografia
Justo L. González é bacharel em Ciências e bacharel em Letras pelo Instituto de Marianao, ambos em 1954. Também estudou na Universidad de La Habana (1954-1957), além do Seminario Evangélico de Teología em Matanzas (1957), Yale University (1958, 1960, 1961), Université de Strasbourg (1958-1959) e Seminario Evangélico de Puerto Rico (1994). Casou-se com Catherine Gunsalus González, reverenda, doutora e professora. É membro da Igreja Metodista Unida. Foi ordenado em 1957 e em 1961, se tornou a pessoa mais jovem a obter um doutorado em Teologia Histórica em Yale.
González foi professor no Seminário Evangélico de Porto Rico (1961-1969); Research Fellow na Universidade Yale (1968); professor assistente (1969-1971) e professor associado (1971-1977) no Candler School of Theology da Emory University; professor visitante no Interdenominational Theological Center em Atlanta (1977-1988); e professor adjunto no Columbia Theological Seminary em Decatur (1988-1991). Além disso, ensinou em diversas outras escolas e seminários, participou de diversas instituições protestantes e recebeu vários prêmios.
Após se aposentar do ensino em tempo integral e do ministério, tem se dedicado à pesquisa, escrita e promoção da educação teológica hispânica. Dr. González esteve envolvido na fundação da Asociación para la Educación Teológica Hispana (AETH), da Hispanic Theological Initiative (HTI) e do Hispanic Summer Program (HSP). Em 2011, a Asociación para la Educación Teológica Hispana inaugurou o Centro Justo González, por suas contribuições à AETH, à formação teológica de líderes hispânicos, à teologia hispânica/latina e à teologia contemporânea. O Centro possui informações e recursos sobre igrejas hispânicas nos Estados Unidos, Canadá e Porto Rico.